# Chamaecytisus leiocarpus
Chamaecytisus leiocarpus — вид квіткових рослин з родини бобових (Fabaceae).

## Біоморфологічна характеристика
Усі квітки Chamaecytisus leiocarpus зібрані в листяні китиці, пагони вкриті притиснутими волосками, боби голі. Завдяки цьому поєднанню ознак таксони чітко відрізняються від усіх інших таксонів Chamaecytisus із квітками, які виключно або частково розташовані в листяних кистях.

## Поширення
Поширення: Румунія, Україна, Росія.
В Україні вид росте у Закарпатті, дуже рідко (с. Оноківці [околиця Ужгорода]), потребує перевірки.